# 蜥甲龍屬
蜥甲龍屬（學名：Sauroplites）又名重裝甲龍，是甲龍亞目的一屬恐龍，生存於下白堊紀的中國。模式種是結節蜥甲龍（S. scutiger），於1953年由Bohlin所描述，由於化石材料是碎片，而通常被認為是疑名。蜥甲龍的化石是於中國甘肅省發現，被估計是屬於巴列姆階至阿普第階之間。一些學者認為牠可能其實是沙漠龍的一個標本。

## 外部連結
- DinoRuss有關重裝甲龍的介紹 （页面存档备份，存于）
- 甲龍亞目網站